# IRS Airlines
IRS Airlines fue una aerolínea con base en Kano, Nigeria. Efectuaba vuelos regulares locales de pasajeros. Su principal base de operaciones era el Aeropuerto Internacional Nnamdi Azikiwe, Abuya.

## Historia
La aerolínea fue fundada en 2002 y comenzó a operar en marzo de 2002. Su certificado de operador fue suspendido brevemente en marzo de 2004 debido a fallos de seguridad.
En 2013 la aerolínea cesó sus operaciones.

## Destinos
IRS operaba vuelos regulares a los siguientes destinos domésticos (en septiembre de 2011):
- Abuya (Aeropuerto Internacional Nnamdi Azikiwe)
- Gombe (Aeropuerto Internacional de Gombe Lawanti)
- Kaduna (Aeropuerto de Kaduna)
- Lagos (Aeropuerto Internacional Murtala Muhammed)
- Maiduguri (Aeropuerto Internacional de Maiduguri)
- Port Harcourt (Aeropuerto Internacional de Port Harcourt)
- Yola (Aeropuerto de Yola)

## Flota
La flota de IRS Airlines incluía los siguientes aviones (a diciembre de 2010):
- 3 Fokker 100
- 2 Fokker F28 Mk4000